# Narciso Pascual Colomer
Narciso Pascual Colomer (Madrid, 1808-Lisboa, 15 de junio de 1870) fue un arquitecto español, uno de los más relevantes del reinado del Isabel II, y exponente del neoclasicismo tardío y los estilos historicistas.

## Biografía y obras
Habiendo realizado sus estudios primarios y secundarios en Valencia, se traslada a Madrid donde se titula en la sección de Arquitectura de la Academia de San Fernando en 1833. Amplió sus estudios en París y Londres entre 1836 y 1838.
En la capital española se convirtió en el arquitecto de la corte, llegando a ser uno de los preferidos por la reina, y en consecuencia por toda la ciudad. Hay que resaltar que fue el primer arquitecto que dirigió la Escuela Superior de Arquitectura de Madrid, simultaneando esta actividad docente con la de diseñar edificios en la capital, que han sido y son muy importantes como sedes políticas. A este respecto, cabe mencionar el Palacio de las Cortes de España (1843-1850), el Palacio de Vista Alegre o el Palacio del Marqués de Salamanca (1845-1858), entre otras obras señeras. Este último es considerado, en palabras de Pedro Navascués, como el «prototipo de la arquitectura romántica» y «paradigma de la arquitectura neorrenacentista en España».

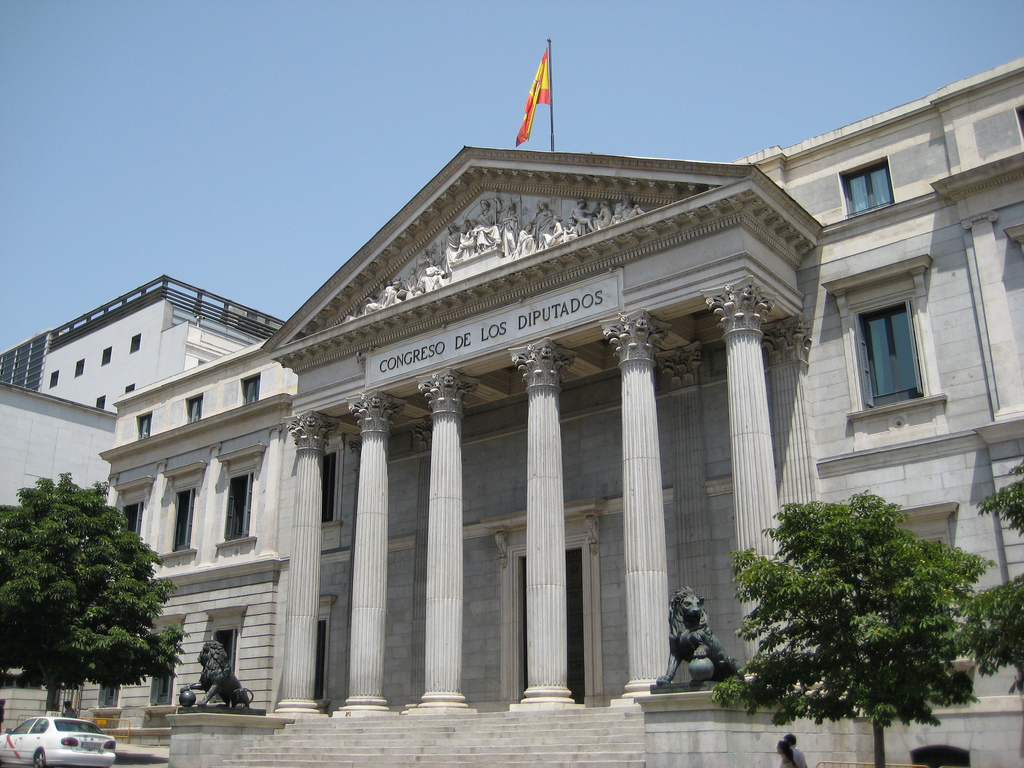
Palacio de las Cortes (Madrid, 1843-1850).

Además de su tarea como arquitecto, y muy unida a ésta, desarrolló una importante tarea como restaurador de edificios, mencionando la que proyectó para la Universidad Central de Madrid, el Real Observatorio de Madrid y la reforma de la iglesia de San Jerónimo el Real, promovida por el rey consorte Francisco de Asís, edificio al que añadió unas torres neogóticas en la cabecera, rehaciendo también las cornisas, los pináculos y la fachada principal, muy dañada durante la Guerra de la Independencia.
Pero, sin duda, su obra más conocida y señera es el citado Palacio del Congreso de los Diputados, estructura de planta axial y simétrica, dentro de la cual se sitúa el Salón de sesiones, organizado en forma de una discreta herradura (denominado actualmente por ello hemiciclo) y cubierta por una espaciosa bóveda, decorada por el pintor Carlos Luis de Ribera. Su magnífica fachada principal está estructurada en tres pisos y en tres cuerpos, sobre los cuales se sitúa un pórtico central saliente, de tipo hexástilo corintio, rematado por un frontón con tímpano de tema alegórico, donde aparece la personificación de España portando la Constitución. Ganó el concurso frente a doce aspirantes y obtuvo como premio una medalla de tres onzas y la recompensa de 8000 reales, que le fueron concedidas por la Academia de Nobles Artes de San Fernando.
Fue parte de la comisión responsable de Monumentos Arquitectónicos de España.
En lo que respecta a su faceta como urbanista, a él se debe la ordenación del entorno inmediato del Palacio Real de Madrid. A iniciativa de la reina Isabel II, diseñó el trazado definitivo de la plaza de Oriente, que se extiende junto a la fachada este del citado edificio. También realizó los proyectos de la plaza de la Armería, ubicada al sur del palacio, y de los jardines del Campo del Moro, situados al oeste del mismo.
En 1864 fue nombrado director de la escuela superior de Arquitectura de Madrid, institución que sustituyó a la antigua escuela especial de Arquitectura.